# 昂托讷和特里戈南
昂托讷和特里戈南（法語：Antonne-et-Trigonant，法語發音：[ɑ̃tɔn e tʁiɡɔnɑ̃]）是法国多尔多涅省的一个市镇，属于佩里格区。

## 地理
昂托讷和特里戈南（45°12'45"N, 0°49'51"E）面积20.23 平方千米，位于法国新阿基坦大区多爾多涅省，该省份为法国西南部内陆省份，是法國本土面积第三大的省，大致对应佩里戈尔地区，北起顺时针与夏朗德省、上维埃纳省、科雷兹省、洛特省、洛特-加龙省、吉倫特省和滨海夏朗德省接壤。
与昂托讷和特里戈南接壤的市镇（或旧市镇、城区）包括：科尔尼耶、埃斯夸尔、佩里戈尔地区索尔日和利格、伊勒河畔萨利亚克、巴西亚克和欧布罗什、特雷利萨克。

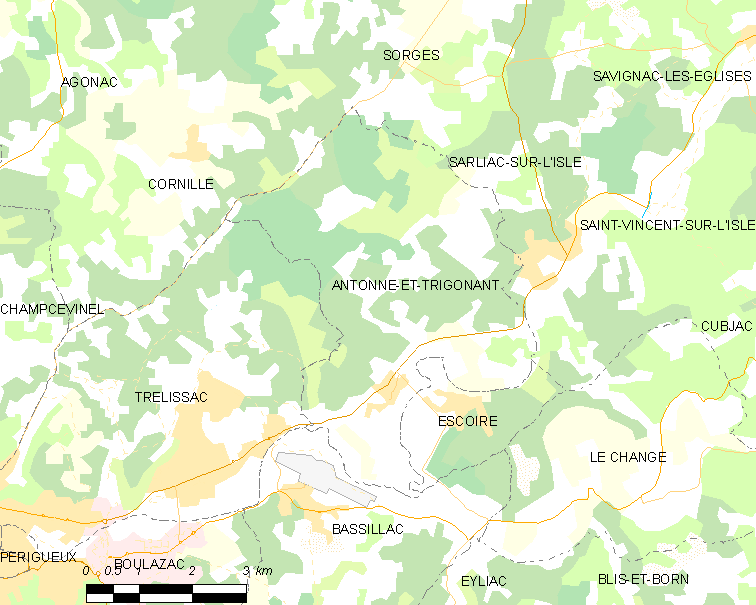
昂托讷和特里戈南的OSM定位图

昂托讷和特里戈南的时区为UTC+01:00、UTC+02:00（夏令时）。

## 行政
昂托讷和特里戈南的邮政编码为24420，INSEE市镇编码为24011。

## 政治
昂托讷和特里戈南所属的省级选区为特雷利萨克县。

## 人口

1962-2008年间昂托讷和特里戈南人口变化图示

昂托讷和特里戈南于2022年1月1日时的人口数量为1221人。